# BSG Union Halle-Neustadt
Die BSG Union Halle-Neustadt ist eine ehemalige Betriebssportgemeinschaft aus Halle-Neustadt. Die erfolgreichste Abteilung des Vereins war die Handballabteilung, welche eine Saison in der DDR-Oberliga spielte. Nach der politischen Wende gründeten die Mitglieder der Betriebssportgemeinschaft den SV Union Halle-Neustadt.

## Geschichte
Den Handballerinnen der BSG Union Halle-Neustadt gewannen in der Spielzeit 1986/87 die Bezirksliga Halle und sicherten sich den Aufstieg in die DDR-Liga, die zweithöchste Liga im DDR-Frauen-Handball. In der ersten DDR-Liga-Spielzeit wurde man in die Staffel Süd einsortiert. Mit dem achten Tabellenplatz war man der beste Aufsteiger und hielt die Klasse. In der Spielzeit 1988/89 gewann die Mannschaft aus Halle knapp vor der BSG Motor Mitte-Magdeburg den Meistertitel in der Staffel Süd der DDR-Liga und sicherte sich damit den Aufstieg in die DDR-Oberliga. Im FDGB-Pokal, welcher erstmals im K.-o.-System ausgetragen wurde, trafen sie in der zweiten Runde auf die Zweitvertretung vom SC Leipzig, gegen welche sich die Mannschaft aus Halle durchsetzen konnte. In der dritten Runde traf die BSG Union Halle-Neustadt heimwärts im Stadtderby auf die BSG Halloren Halle. Das Spiel verlor die Mannschaft und schied aus dem Pokal aus.
In der DDR-Oberliga kam die BSG Union Halle-Neustadt unter die Räder und stieg am Saisonende ohne einen einzigen Punktgewinn ab. Im Pokalwettbewerb traf sie nach Siegen gegen die BSG Chemie Wolfen Nord und die BSG Fortschritt Weißenfels im Achtelfinale auf die Zweitvertretung des TSC Berlins, gegen welche die Mannschaft aus dem Wettbewerb ausschied. In der darauffolgenden Saison trat die Mannschaft schon als SV Union Halle-Neustadt an.

## Erfolge
- Aufstieg in die DDR-Oberliga: 1989/1990
- Meisterschaft in der DDR-Liga: 1988/89
- Aufstieg in die DDR-Liga: 1986/87